# Drapelul Organizației Tratatului Atlanticului de Nord
Drapelul Organizației Tratatului Atlanticului de Nord reprezintă un fundal bleumarin(culoarea Pantone 280), pe centrul căruia se află roza vânturilor iradiind cu patru linii albe în direcții diametral opuse. El a fost aprobat de Consiliul Atlanticului de Nord pe 14 octombrie 1953.

## Construcția
Următoarele dimensiuni sunt utilizate pentru steag:
- Lungime: 400 (unități)
- Lățime: 300
- Steaua: 150
- Diametrul cercului din spatele stelei: 115
- Distanța dintre colțul stelei și linia albă: 10
- Distanța dintre marginea steagului și linia albă: 30

## Simboluri
Culorile drapelului poartă semnificații culturale, politice și regionale. Câmpul albastru închis reprezintă Oceanul Atlantic, în timp ce cercul reprezintă unitatea între statele membre ale NATO. Cercul reprezintă unitatea și cooperarea,roza vânturilor simbolizează direcția către calea păcii, obiectivul la care statele membre tind; acesta a fost actualizat o dată.